# Bulevardul 1 Mai din Constanța
Bulevardul 1 Mai este un bulevard din Constanța, continuarea Bulevardului 1 Decembrie 1918. Se întinde de la Gara Constanța până la Dorally Mall. Prelungirea acestui bulevard este Șoseaua Mangaliei.

## Clădiri de pe Bd. 1 Mai
- Gara Constanța
- Farul din Constanța
- Magazinul Billa
- Dorally Mall